# Blau blüht der Enzian (Film)
Blau blüht der Enzian ist eine deutsche Schlager- und Verwechslungskomödie von Franz Antel aus dem Jahr 1973.

## Inhalt
Die Internationale Hotelfachschule Schloss Thannberg bei Kitzbühel: Gerade hat Direktor Ponelli seine Schüler als bisher schlechtesten Jahrgang aller Zeiten in die Winterferien entlassen und ist selbst nach Hause zu seiner Frau gefahren, als das Chaos beginnt. Die Schüler, allen voran der aufmüpfige Pinky, kehren heimlich auf das Schloss zurück, um hier einen kostenfreien Winterurlaub zu genießen. Zurück war eigentlich nur Lilo, die Nichte des Hausmeisters Haselmeier, geblieben, die regelmäßig den Ofen feuern sollte. Dabei glaubt sie jedoch, aus Versehen auch die 15.000 DM verfeuert zu haben, die ihr Onkel ihr kurz zuvor gegeben hatte: Sie sollte die Schuleinnahmen des Semesters eigentlich auf das Schulkonto einzahlen, da der zerstreute Haselmeier eilig zu einem Zaubererkongress musste und dafür keine Zeit hatte. Nun ist guter Rat teuer: Lilo und ihre Freunde, darunter der schüchterne Stefan, planen nun, einen Gesangswettbewerb auszurufen, der ihnen innerhalb von zwei Wochen das Geld einbringen soll.
Es kommt jedoch anders: In einem Kitzbüheler Hotel regt sich der cholerische Millionär Hazy Morton so ungemein über die schlechte Bedienung auf, dass sein Sekretär Überlein eiligst ein neues Hotel sucht. Da alles belegt ist, mietet er Morton kurzerhand im nobel erscheinenden Schloss Thannberg ein und die Schüler, die das Geld brauchen, spielen mit. Bald schon hat Morton auch hier genug, weil Pinky und seine Freunde sich zwar alle Mühe geben, jedoch schon mit dem Essenservieren restlos überfordert sind. Als Morton wegen des ständigen Probenlärms für den Gesangswettbewerb entnervt abreisen will, behaupten Pinky und seine Freunde, dass in Kürze sowieso der Tankerkönig O. W. Müller an seiner statt ankommen wird. Mortons einziges Ziel ist es schon lange, mit Müller einen Vertrag abzuschließen und so bleibt er. Zufällig sieht er, wie der zerstreute und trinkfeste Haselmeier auf das Schloss zurückkehrt – aufgrund einer Kofferverwechslung konnte der seine Zaubertricks auf dem Kongress nicht durchführen – und hält ihn für Müller. Er umschmeichelt ihn die nächsten Tage und wird zunehmend für seine Umwelt erträglich. Und während sich seine Sekretärin Fräulein Bracke in Haselmeier verliebt, wird Pinky von Mortons zweiter Sekretärin Fräulein Wenzel verfolgt.
Als in Kitzbühel bekannt wird, dass die Schüler ihr Schloss in ein Hotel umfunktioniert haben, wird diese Nachricht schon bald an den ahnungslosen Ponelli weitergegeben. Er macht sich sofort auf den Weg zum Schloss, wo er für den verkleideten Pinky gehalten und im Kohlenkeller eingeschlossen wird. Währenddessen ist Morton mit Haselmeier zur Enzianhütte gefahren, wo er hofft, Haselmeier zuerst betrunken zu machen und ihn dann zu einer Unterschrift unter den Kooperationsvertrag zu bewegen. Bevor dies geschieht, liest Überlein in der Zeitung, dass Müller pleite ist und verhindert die Vertragsunterzeichnung. Als Haselmeier und Pinky vor ihren jeweiligen Verehrerinnen fliehen und dabei waghalsig auf Skiern eine Piste herunterfahren, wissen sie nicht, dass sie ungewollt an einem Skirennen teilnehmen. Pinky landet am Ende mit seinen Skiern im Kohlenkeller des Schlosses, wo er zufällig die 15.000 DM wiederfindet, die nur unter die Kohlen gerutscht waren. Lilo und das Schloss sind gerettet, dem überraschten Pinky wird für sein Skirennen der Siegerpokal überreicht und auch Direktor Ponelli lässt sich erweichen, als er erfährt, dass Morton mit dem „Service“ der Schüler mehr als zufrieden war.

## Produktionsnotizen
Der Film, eine winterliche Variation von Musik, Musik – da wackelt die Penne (1970) sollte ursprünglich Der wilde Kaiser tobt heißen. Auf Vorschlag von Medienmanager und Musikproduzent Hans R. Beierlein wurde er in den aktuellen Schlagertitel Blau blüht der Enzian umbenannt. Gedreht wurde an den Schauplätzen von Tante Trude aus Buxtehude (1971) in der Umgebung von Kitzbühel und am Schloss Ort am Traunsee. Die Uraufführung von Blau blüht der Enzian fand am 13. April 1973 statt.
Im Film sind zahlreiche bekannte Schlager zu hören: Heino singt den von Erich Becht komponierten Titelsong des Films, Blau blüht der Enzian, Chris Andrews den Titel Sugar Daddy, Jürgen Marcus singt Ein Festival der Liebe, Kinderstar Nicki (* 1963) singt Yuppididuh und die Gruppe Wir (mit Drafi Deutscher) singt David und Goliath. Bata Illic wird im Film als „Bata, der Koch vom Hotel Greif“ vorgestellt und singt Michaela sowie Solange ich lebe. Otto W. Retzer ist als Statist in mehreren Nebenrollen (Schüler, Kellner, Trompeter, Schlagzeuger) zu sehen.

## Kritik
- Das Lexikon des Internationalen Films bezeichnete Blau blüht der Enzian als „anspruchslos gefertigte[n] Blödel- und Schlagerfilm.“[3]
- Der Kurier schrieb: „Mit den gewohnten Lustspielingredienzen: viel Musik, Verwechslungen am laufenden Band und fotogene Landschaften – diesmal ist es das winterliche Kitzbühel und Umgebung – versucht Franz Antel ›sein‹ Publikum wieder einmal sexlos zu unterhalten.“[4]